# 宮山塚古墳
宮山塚古墳（みややまづかこふん、椿井宮山塚古墳/椿井宮山古墳）は、奈良県生駒郡平群町椿井（つばい）にある古墳。形状は円墳。奈良県指定史跡に指定されている。
本項目では、宮山塚古墳の南にある宮裏山古墳についても解説する。

## 概要
奈良県北西部、平群谷東側の矢田丘陵の西斜面の尾根先端部に築造された古墳である。古墳名は春日神社に隣接することに由来する。中世期に椿井城の土塁施設に取り込まれたため、墳丘は改変を受けている。
墳形は円形で、東西26メートル・南北24メートル・高さ約7.1メートルを測る。埋葬施設は片袖式の横穴式石室で、南方向に開口する。右片袖式・正方形平面形・ドーム状天井・短小な羨道という、横穴式石室の導入段階の特徴を有する点で注目される石室になる。
築造時期は、古墳時代中期の5世紀後半-末頃と推定される。平群谷では最古級の古墳であるとともに、畿内における初期横穴式石室の1つであり、横穴式石室の編年を考察するうえで重要視される古墳である。
古墳域は1969年（昭和44年）に奈良県指定史跡に指定されている。

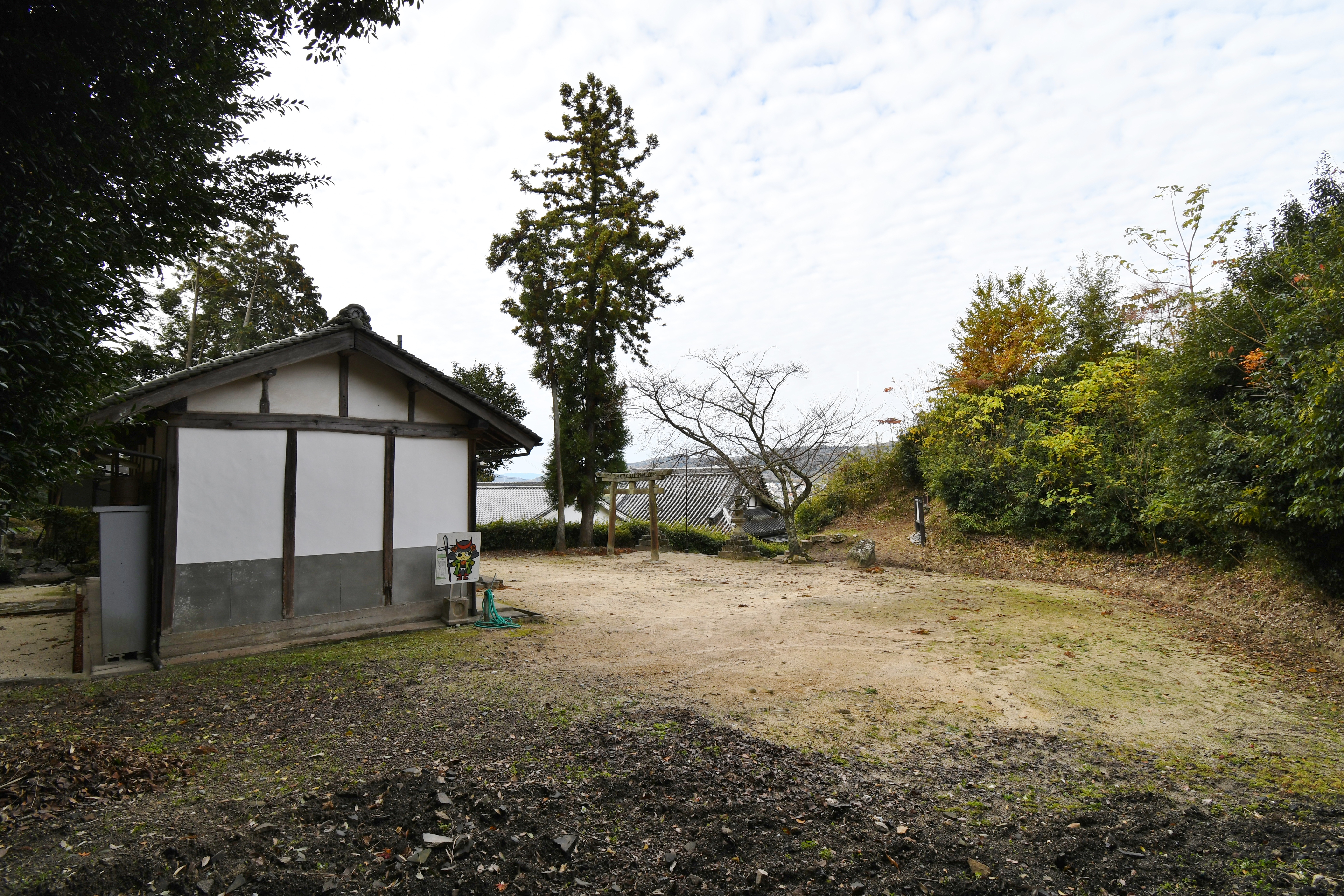
春日神社拝殿（左）・宮山塚古墳（右奥）
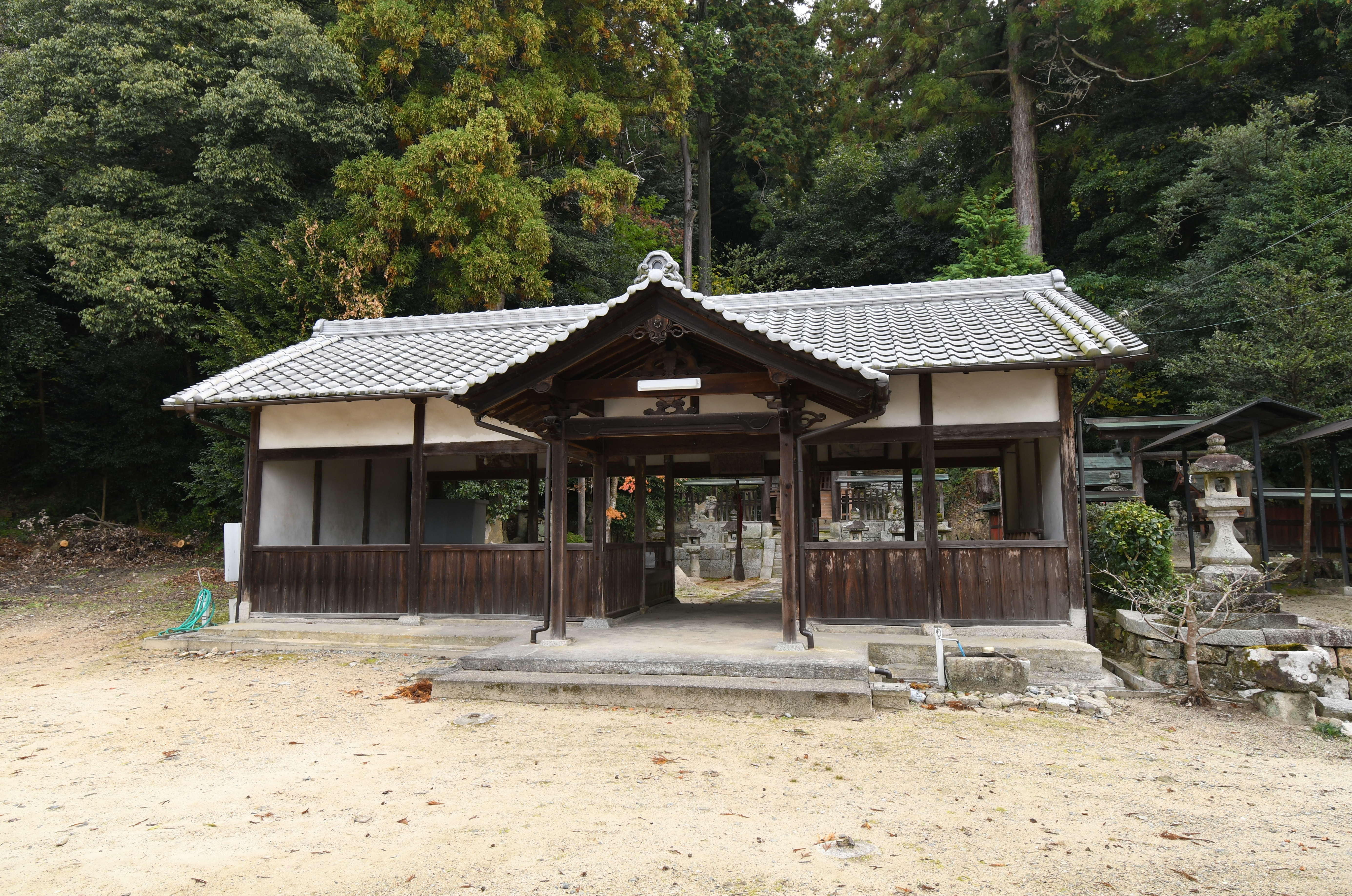
春日神社拝殿

## 埋葬施設

石室俯瞰図

石室展開図

埋葬施設としては、右片袖式の横穴式石室が構築されており、南方向に開口する。石室の規模は次の通り。
- 玄室：長さ4.2メートル、幅2.9メートル、高さ約3.2メートル
- 羨道：長さ0.8メートル、幅1メートル、高さ約1メートル

石室の石材は扁平な自然石・割石による。玄室は正方形に近い平面形をとる。玄室の四壁は、下半では垂直積みによるが、上半では内側に強く持ち送り、ドーム状の天井を形成する。明確な天井石はない。また玄室の奥壁中央には、燭台の龕状施設とみられる窪みが認められる。羨道は非常に小さい形態になる。
右片袖式・正方形平面形・ドーム状天井・短小な羨道という特徴は、畿内横穴式石室の導入段階に認められるもので、類例として藤の森古墳（藤井寺市）・高井田山古墳（柏原市）が知られる。

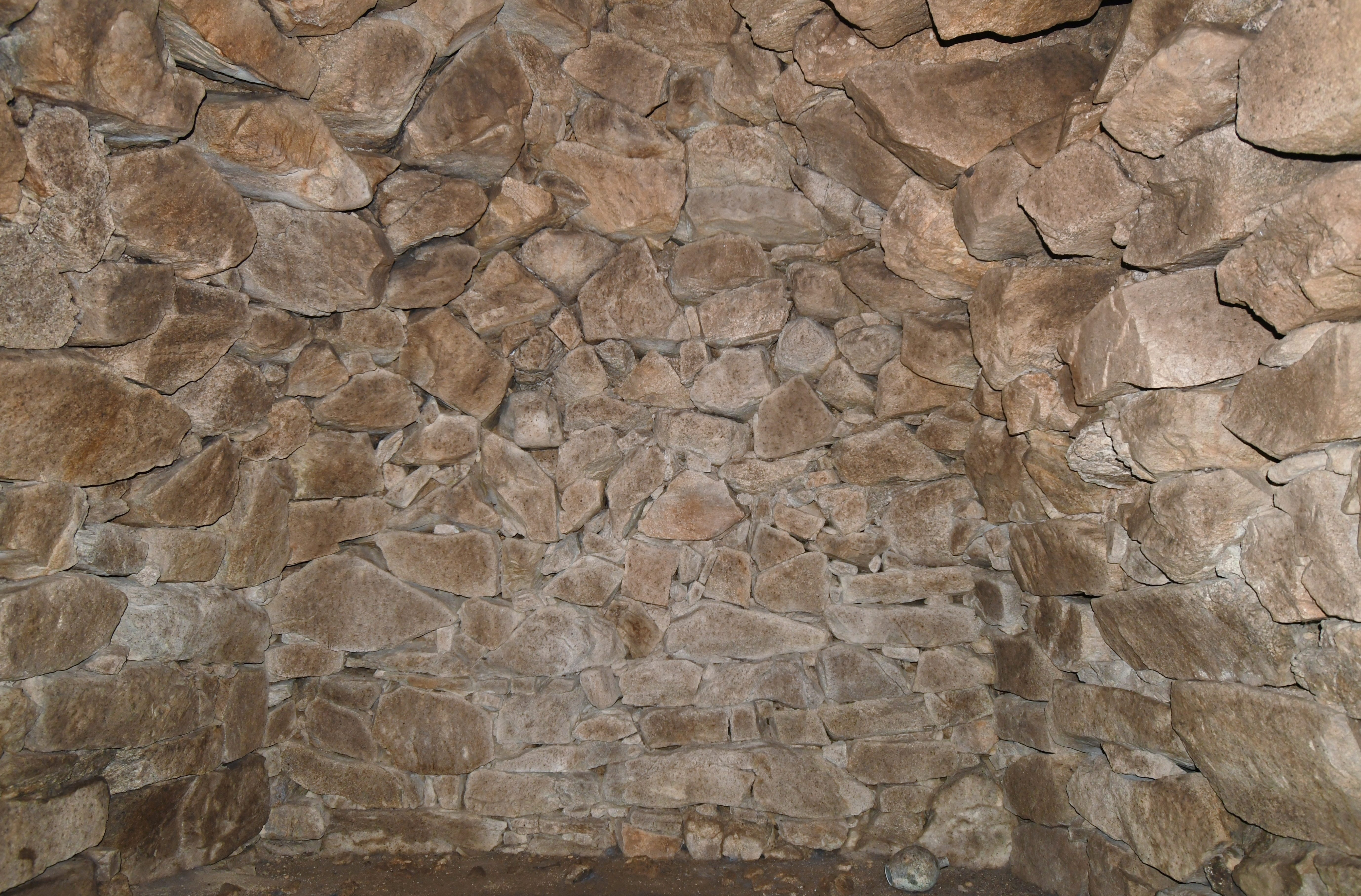
玄室（奥壁方向）
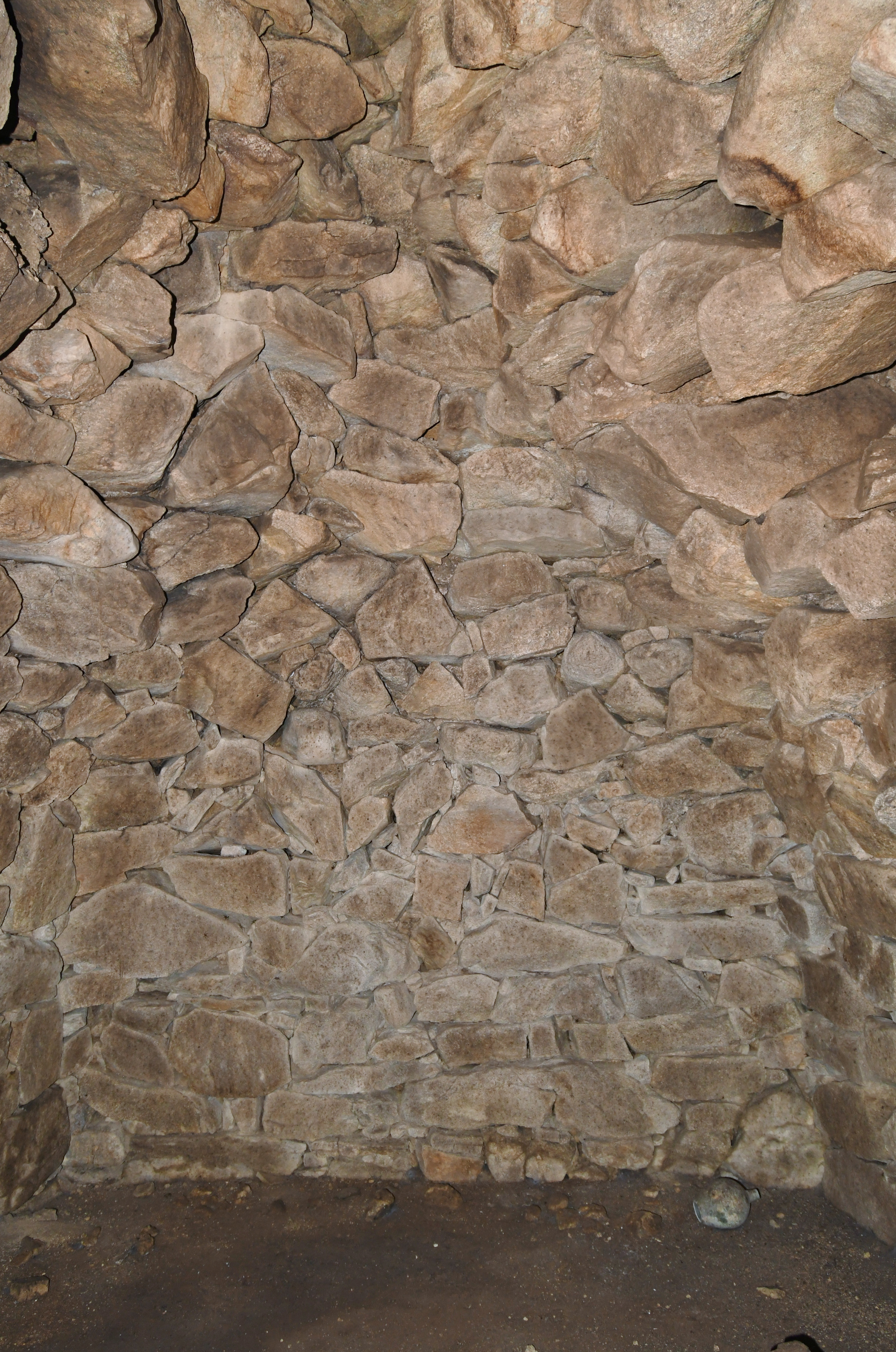
玄室（奥壁方向）
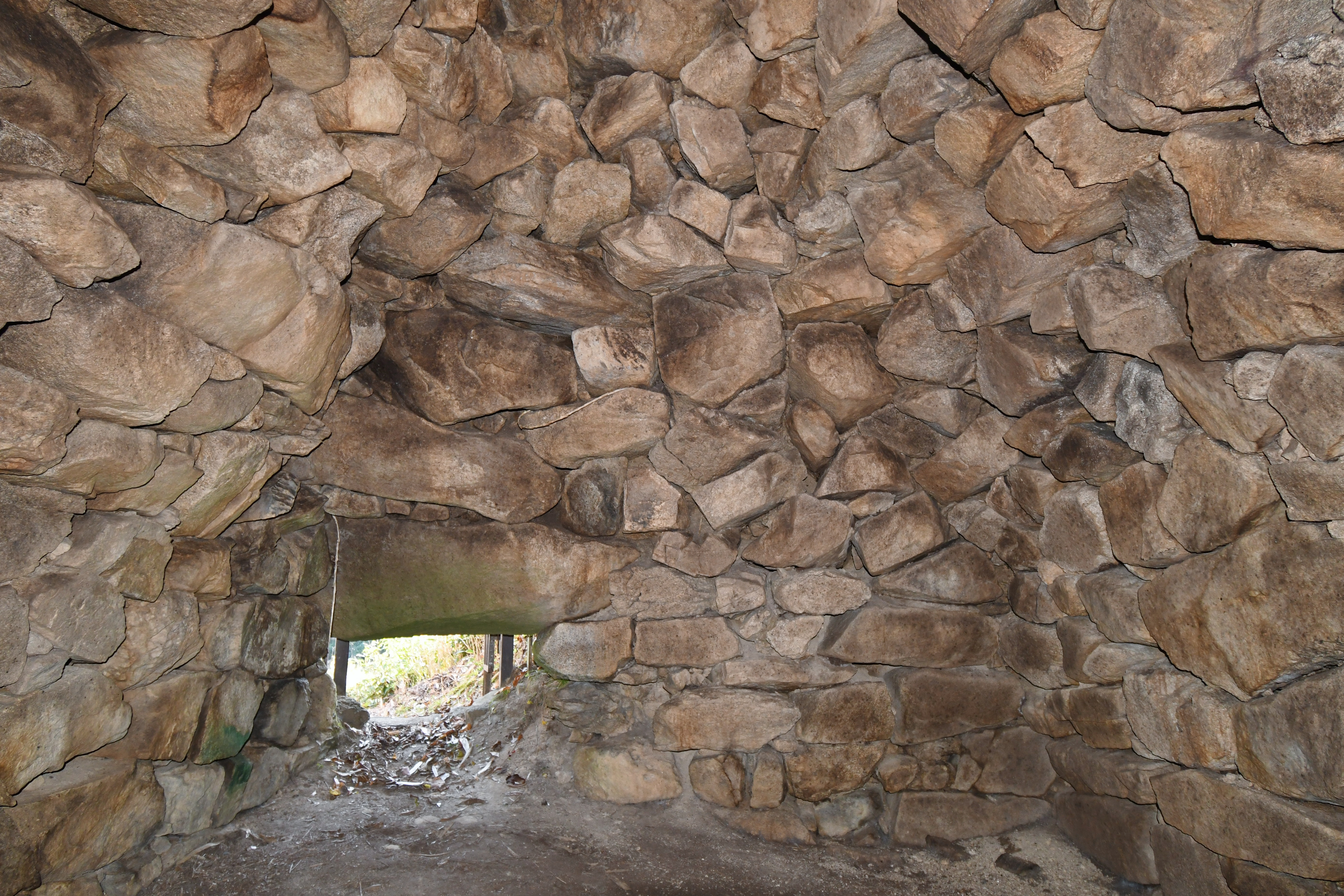
玄室（開口部方向）
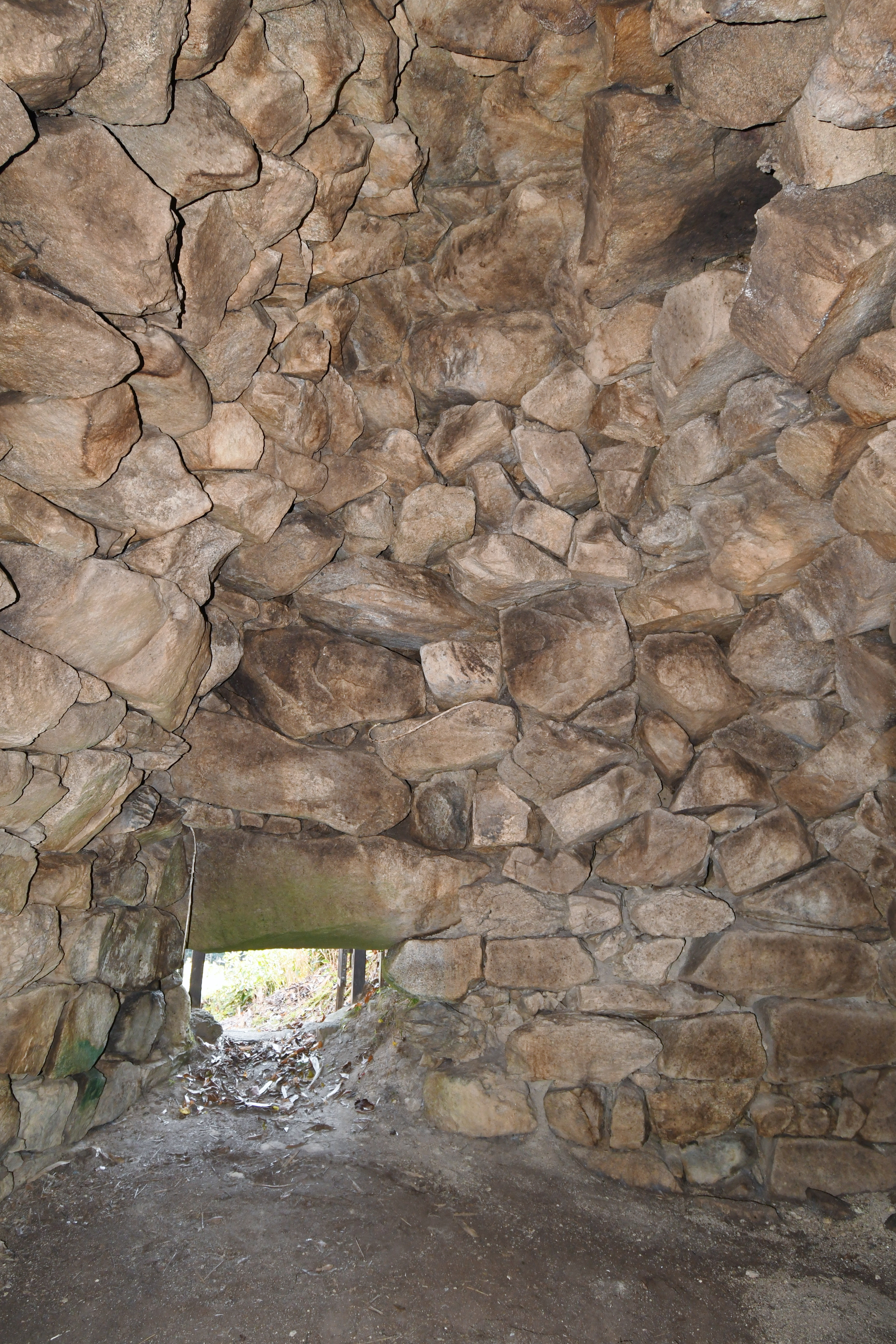
玄室（開口部方向）
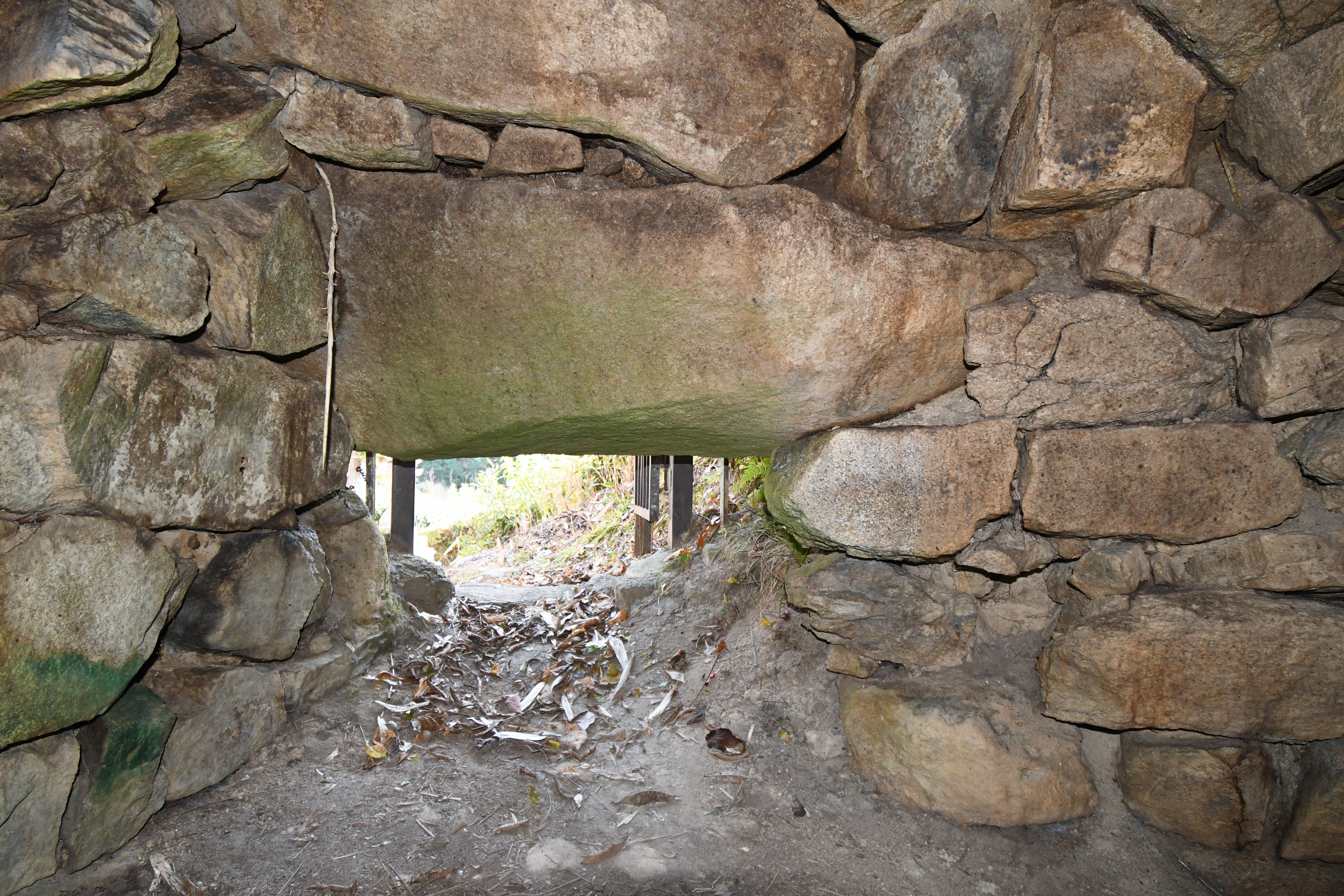
羨道（開口部方向）
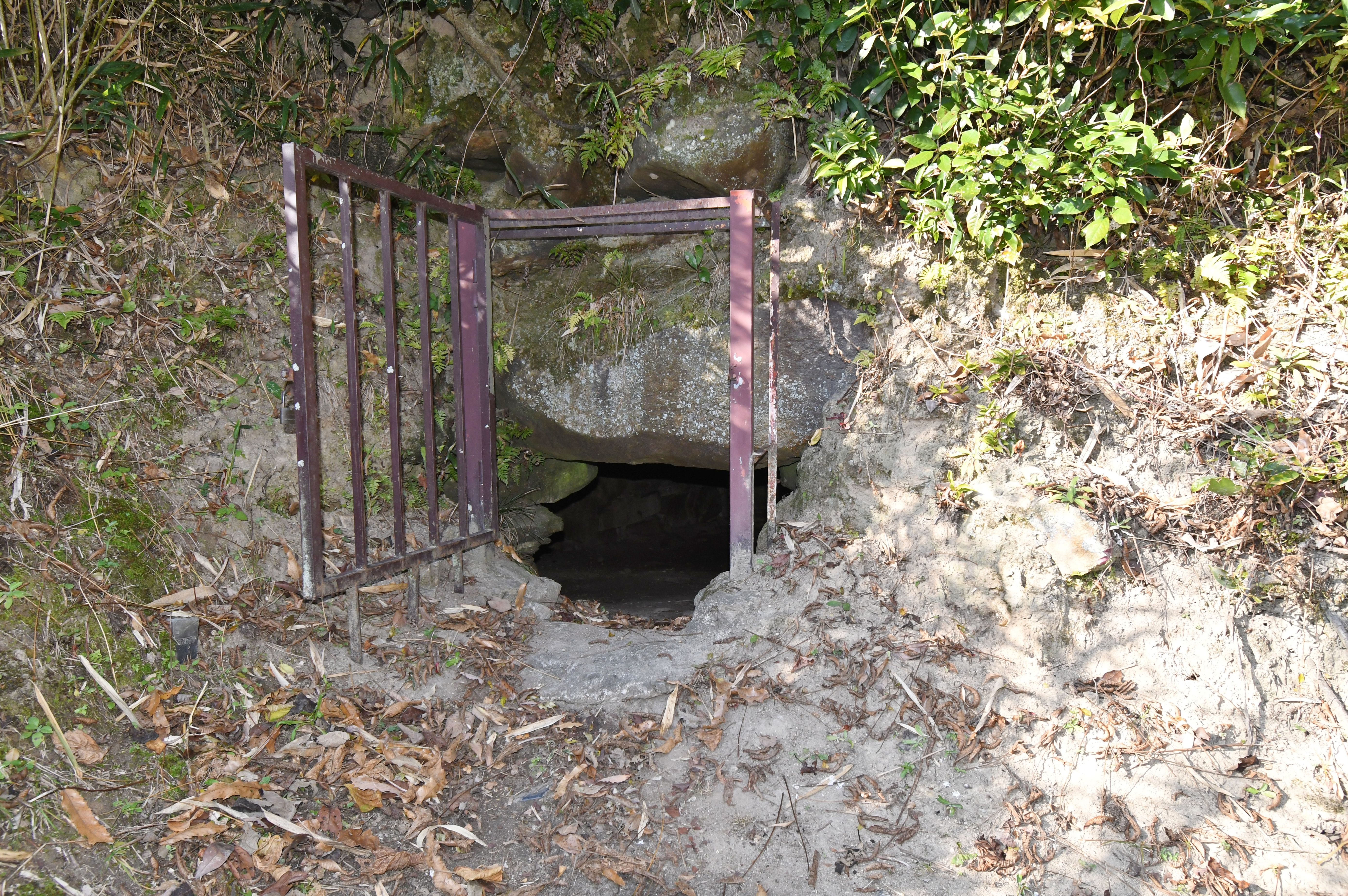
開口部

## 宮裏山古墳

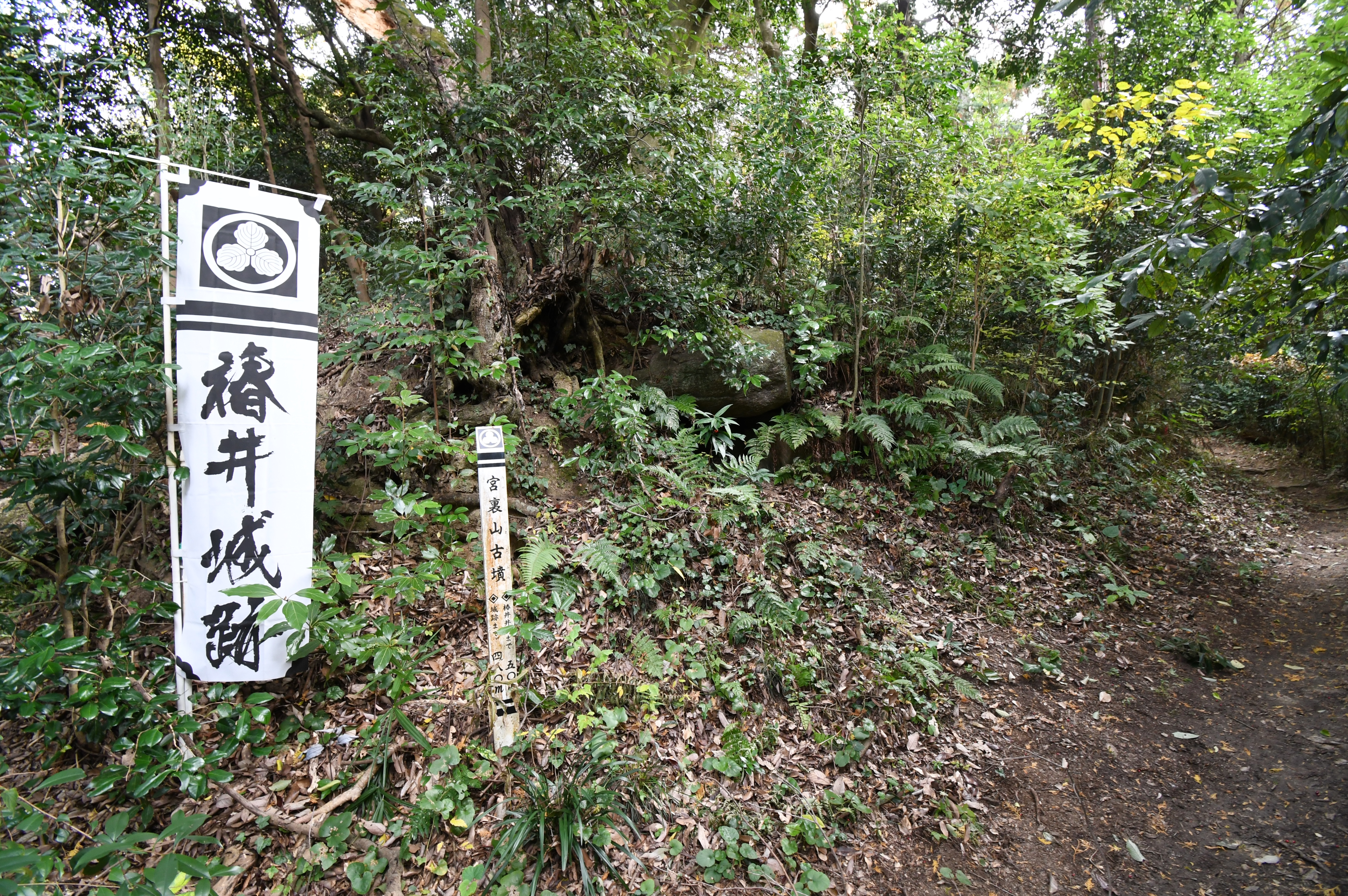
宮裏山古墳

宮裏山古墳（みやうらやまこふん）は、宮山塚古墳の南にある古墳（北緯34度37分13.38秒 東経135度42分42.40秒 / 北緯34.6203833度 東経135.7117778度）。形状は円墳。
墳形は円形で、直径約15メートルを測る。埋葬施設は両袖式の横穴式石室で、南方向に開口する。玄室は長さ3.9メートル・幅2メートル、羨道は長さ約3メートル・幅1.4メートルを測る。石室の石材は花崗岩である。

## 文化財

### 奈良県指定文化財
- 史跡
  - 宮山塚古墳 - 1969年（昭和44年）3月28日指定[4]。

## 関連文献
（記事執筆に使用していない関連文献）
- 市元塁「椿井宮山塚古墳の墳丘」『花園大学考古学研究論叢 花園大学考古学研究室20周年記念論集』花園大学考古学研究室20周年記念論集刊行会、2001年。